# Barometer
Barométer je fizikalna merilna priprava za merjenje zračnega tlaka.

## Vodni barometer
Načelo »padanje pritiska pomeni slabo vreme« je osnova za preprosto napravo za napoved vremena, ki jo imenujemo tudi vremenska steklenica ali Goethejev barometer. Sestavljena je iz steklene posode z ustnikom. Posoda je do polovice napolnjena z vodo in nekaj zraka. Načelo delovanja je tak, da ko zračni tlak pada, bo tlak zraka znotraj naprave potisnil nekaj vode navzgor v ustnik. Če je tlak dovolj nizek, lahko nekaj vode celo steče iz ustnika. Te naprave so jedro živosrebrnega barometra. Če želimo kolikor toliko zanesljive meritve sprememb zračnega tlaka s to vrsto barometra, potem poskrbimo, da se temperatura okolice naprave ne bo kaj dosti spreminjala, saj temperatura vpliva na nivo vode v posodi. 

## Živosrebrni barometer
Običajni živosrebrni barometer ima približno 76 cm visoko cevko, na eni strani zaprto in z odprto z živim srebrom napolnjeno posodo spodaj. Živo srebro se v cevki prilagaja, dokler se teža živosrebrnega stolpca ne prilagodi teži ozračja v posodi. Visok zračni tlak prinese več sile na posodo usmerjene navzdol. Nizek zračni tlak prinese manj sile na posodo usmerjene navzdol in dovoljuje živemu srebru, da pade v cevki na nižji nivo.
Prvi barometer tega tipa je iznašel Evangelista Torricelli, učenec Galileo Galilea, leta 1643. Prvi je dosegel vakuum v zaprti cevi nad površino živega srebra. Opazil je tudi, da se nivo tekočine v cevki vsak dan malenkostno spreminja in to zato, ker se spreminja zračni tlak v ozračju. Napisal je: »Živimo potopljeni na dnu oceana zraka, za katerega je znano po neizpodbitnih poskusih, da ima težo.«
Zasnova živosrebrnega barometra je privedla do merjenja zračnega tlaka v palcih ali milibarih. Tlak se izraža kot nivo višine živega srebra v navpični cevki. 1 atmosfera je enaka približno 75,9 cm živega srebra. Ta merska enota se še vedno uporablja v ZDA, čeprav je sedaj že zastarela zaradi uporabe metrskega sistema. Barometri tega tipa merijo zračni tlak v mejah med 71 in 79 cm živega srebra.

## Kovinski barometer (aneroid)
Kovinski barometer uporablja majhno prožno brezzračno kovinsko škatlo, imenovano tudi aneroidni člen. Če se zračni tlak poveča (prostornina zraka v škatli se zmanjša), se škatla stisne, če pa se zmanjša (prostornina zraka v škatli se zveča), se škatla razteza. Raztezanje in stiskanje se preko vzvodov prenese na kazalec oziroma na druge naprave, ki prikazujejo velikost zračnega tlaka.

## Uporaba
Barometer je splošno uporaben za napovedovanje vremena, kjer visok zračni tlak na določenem območju kaže na lepo vreme in nizek zračni tlak kaže na slabo vreme.

## Uravnava

### Temperatura
Specifična teža živega srebra se spreminja glede na temperaturo. Zato morajo biti meritve prilagojene temperaturi naprave. Za ta namen se uporablja živosrebrni termometer, ki je običajno pritrjen na napravo. Taka izravnava ni potrebna za kovinski barometer.

### Višina
Zračni tlak se zmanjšuje z nadmorsko višino (in zvišuje pod morsko gladino). Zato so meritve odvisne od lege barometra. Kovinski barometri imajo ročno nastavljiv regulator za višino, ki dovoljuje enakovredne meritve glede na tlak, ki je ob morski gladini, in se lahko odbira neposredno in brez dodatnih prilagoditev dokler ne zamenjamo svoje nadmorske višine.